# Marc Pierini
Marc Pierini (* in Marseille) ist ein französischer EU-Diplomat und derzeit Gastprofessor bei der Denkfabrik Carnegie Endowment for International Peace in Brüssel. 
Nach seinem Studium der Wirtschaftswissenschaften an der Universität Aix arbeitete Pierini von 1976 bis 2012 als Diplomat für die Europäische Gemeinschaft und ihrer Nachfolgeorganisation die Europäische Union. Von 1991 bis 1995 war er Botschafter in Marokko, von 1998 bis 2002 vertrat er die EU in Syrien und von 2002 bis 2006 in Tunesien und in Libyen. Danach war er bis 2011 Botschafter und Delegationsleiter der EU in der Türkei. Seit April 2012 ist Pierini Gastprofessor (Visiting scholar) bei der Denkfabrik Carnegie Endowment for International Peace, wo er die Entwicklung des Mittleren Ostens und die der Türkei erforscht.
Ab 1995 war Marc Pierini einer der führenden Delegierten im Barcelona-Prozess, von 2004 bis 2007 war er Verhandlungsführer im Streit zwischen Bulgarien und Libyen im Zusammenhang mit dem libyschen HIV-Prozess.

## Veröffentlichungen
- Le prix de la liberté: Libye, les coulisses d’une négociation. Actes Sud, Arles, 2008. 156 Seiten.
- Télégrammes diplomatiques: voyage au coeur de la politique extérieure de l’Europe. Actes Sud, Arles, 2010. 214 Seiten.